# Preußische Landesversammlung
- USPD: 24
- SPD: 145
- SHBLD: 1
- DDP: 65
- DHP: 2
- Z: 93
- DVP: 23
- DNVP: 48

Die verfassunggebende preußische Landesversammlung war nach der Novemberrevolution zuständig für die Erarbeitung und Verabschiedung einer Verfassung für den Freistaat Preußen. Sie tagte zwischen 1919 und 1921 im heutigen Abgeordnetenhaus von Berlin. Sie war damit der Vorläufer des Landtags des Freistaats Preußen. 

## Entstehung und Aufgaben
Die Novemberrevolution von 1918 brachte das Ende des Zweikammersystems der Monarchie. Abgeordnetenhaus und Herrenhaus wurden abgeschafft und für die künftige Weimarer Republik ein parlamentarisches Regierungssystem beschlossen. Zur Beratung einer künftigen demokratischen preußischen Verfassung sollte die preußische verfassunggebende Landesversammlung zusammentreten. Die Entscheidung darüber fiel in den Sitzungen des preußischen Rates der Volksbeauftragten am 12. und 14. Dezember 1918, als es den MSPD-Mitgliedern Otto Braun, Paul Hirsch und Eugen Ernst gelang, die Regierungsmitglieder der USPD zur Aufgabe ihrer bisherigen Blockadehaltung zu bringen. Nach diesem Beschluss sollten die Wahlen eine Woche vor den Wahlen zur deutschen Nationalversammlung stattfinden. Angesichts der Überlegungen von Hugo Preuß, der dafür eintrat, das Land Preußen wegen seiner Größe zu teilen, und daher dafür eintrat, eine preußische Landesversammlung erst nach grundsätzlichen Entscheidungen auf nationaler Ebene zusammentreten zu lassen, war dieser frühe Termin Teil des Versuchs der preußischen Regierung, eine mögliche Zerschlagung zu verhindern.

## Wahl und Zusammensetzung
Die Wahl zu dieser Versammlung fand am 26. Januar 1919 statt. Im Regierungsbezirk Sigmaringen fand die Wahl am 1. Juni 1919 statt. Es war die erste landesweite Wahl in Preußen, bei der nicht das Dreiklassenwahlrecht, sondern das allgemeine, gleiche und geheime Wahlrecht für Männer und Frauen galt. Von 401 Abgeordneten wurden 26 Frauen gewählt.
Die Wahlbeteiligung lag bei etwa 74 %. Stärkste Partei war die SPD mit 36,38 % der abgegebenen gültigen Stimmen. Die Partei kam damit auf 145 Mandate. Zweitstärkste Kraft war das Zentrum, das sich zu dieser Zeit als Christliche Volkspartei bezeichnete, mit 22,22 % und 93 Mandaten. Es folgten: DDP 16,20 % (65 Mandate), DNVP 11,22 % (48 Mandate), USPD 7,42 % (24 Mandate), DVP 5,69 % (23 Mandate), DHP 0,49 % (2 Mandate), Schleswig-Holsteinische Bauern- und Landarbeiterdemokratie 0,36 % (1). Die übrigen Parteien erhielten keine Mandate.	 	
Die Versammlung kam am 13. März 1919 zu ihrer konstituierende Sitzung zusammen. Zum Präsidenten wählten die Abgeordneten Robert Leinert (SPD). Hinzu kamen als 1. Vizepräsident Felix Porsch (Zentrum), 2. Vizepräsident Otto Frentzel (DDP), 3. Vizepräsident (ab 6. Mai 1919) Wolfgang von Kries (DNVP)
Dem für die Erarbeitung der Verfassung zuständigen Verfassungsausschuss gehörten insgesamt 27 Mitglieder an (11 SPD, 6 Zentrum, 4 DDP, 4 DNVP, 1 USPD, 1 DVP).

## Ereignisse und Beschlüsse
Bereits am 20. März 1919 verabschiedete die Landesversammlung ein „Gesetz zur vorläufigen Ordnung der Staatsgewalt in Preußen“. Dieses regelte bis zum Beschluss einer Verfassung die wichtigsten organisatorischen Fragen als einer Art Übergangsverfassung. Anders als in anderen Ländern gab es danach in Preußen keinen Staatspräsidenten. An der Spitze einer kollegialen Regierung stand stattdessen ein Ministerpräsident. Eine Richtlinienkompetenz, wie in der späteren Verfassung, hatte dieser noch nicht. Allerdings gab seine Stimme bei einer Stimmengleichheit im Kabinett den Ausschlag. Der Gesamtregierung stand seither die ehemals dem König zustehenden Rechte zu. In diesem Zusammenhang wurde etwa das frühere königliche Kirchenregiment drei Ministern übertragen. Ausgenommen davon war das Recht zur Auflösung oder Vertagung der Landesversammlung. Eine Besonderheit der vorläufigen Verfassung war, dass der Präsident der Landesversammlung das Recht hatte, den Ministerpräsidenten und die Regierung zu berufen.
Einige Tage später verabschiedete die Landesversammlung bei Stimmenthaltung des Zentrums eine Entschließung gegen eine mögliche Aufspaltung des Landes, wie sie etwa Hugo Preuß in ersten Entwürfen für die Reichsverfassung vorgeschlagen hatte. 
Der Präsident der Landesversammlung ernannte am 25. März 1919 als Staatsregierung ein Koalitionskabinett aus Mitgliedern von SPD, Zentrum und DDP unter Paul Hirsch (SPD). Nach dem Kapp-Putsch trat die Regierung zurück und es wurde am 29. März 1920 das erste Kabinett von Otto Braun (SPD) gebildet.
Im April 1920 stimmte das Parlament der Bildung von Groß-Berlin zu. Am 23. Juni 1920 beschloss die Landesversammlung das Gesetz über die Aufhebung der Standesvorrechte des Adels. Gescheitert war in der Landesversammlung der Versuch, die politische Selbstständigkeit der Provinzen zu stärken.

## Verfassung des Freistaats Preußen vom 30. November 1920
Die Verabschiedung der neuen Verfassung zog sich aus unterschiedlichen Gründen lange hin. Ein Aspekt waren die schwierigen innerparlamentarischen Debatten. Hinzu kamen reichspolitische Rücksichten. Mit der Verabschiedung wurde gewartet, bis die Weimarer Verfassung verabschiedet worden war. Der Kapp-Putsch sorgte für eine weitere Verzögerung. Am 30. November 1920 wurde die neue Verfassung des Freistaats Preußen mit 280 Stimmen von SPD, Zentrum, DDP und DVP gegen 60 Stimmen von DNVP und USPD bei Stimmenthaltung der Deutsch-Hannoverschen Partei beschlossen.
Im Gegensatz zur vorläufigen Verfassung wurde der Ministerpräsident seither vom Landtag ohne Aussprache gewählt. Der Ministerpräsident ernannte die Staatsminister. Die Verfassung verankerte unter anderem für Preußen ein allgemeines, direktes und geheimes Wahlrecht in einer auf demokratischen Prinzipien beruhenden Verfassung und führte das Frauenwahlrecht ein.
Im Vergleich zur Verfassung von 1850 stärkte die neue republikanische Verfassung, die selbstverständlich keinen König mehr kannte, aber auch auf einen Staatspräsidenten verzichtete, die Position des Landtages. Dieser konnte nunmehr seine eigene Auflösung beschließen. Ein starkes Gegengewicht bot allerdings die Position des Ministerpräsidenten, der nach Artikel 46 nunmehr gegenüber den anderen Ministerien eine Richtlinienkompetenz erhielt. Der Ministerpräsident wurde vom Landtag ohne Aussprache gewählt. Seine Bedeutung ist zu vergleichen mit der des britischen Premierministers. 
Grundsätzlich blieb die bisherige Gliederung in Landkreise beziehungsweise kreisfreie Städte, Regierungsbezirke und Provinzen bestehen. Neu war, dass die Provinziallandtage wie auch die Kreistage und Gemeindeversammlungen demokratisch gewählt wurden. 
Als Vertretung der Provinzen wurde durch Artikel 31 der Verfassung der Preußische Staatsrat eingeführt. Dieser sollte als eine Art Zweite Kammer neben dem Landtag fungieren. Präsident des Staatsrates wurde Konrad Adenauer, der dieses Amt bis 1933 ausübte.